# Zastava M76
El Zastava M76 es un fusil de francotirador semiautomático desarrollado y fabricado por Zastava Arms.

## Historia
La compañía armera Zastava introdujo el M76 a mediados de la década de 1970. Desde entonces ha sido el fusil de francotirador estándar en el Ejército de Tierra de Serbia y su predecesor, el Ejército Nacional Yugoslavo (JNA). Fue diseñado para cumplir el mismo papel del SVD Dragunov, que es ofrecer capacidad de tirador designado a un pelotón de infantería. Durante las Guerras Yugoslavas de la década de 1990, fue empleado por varios bandos; combatió en Croacia, Bosnia y Kosovo. En Serbia está siendo reemplazado por el Zastava M91. El Zastava M91 emplea el cartucho 7,62 x 54 R, que está reemplazando al 7,92 x 57 (M-49). 

## Detalles de diseño
El concepto de M76 es parecido al del fusil de francotirador Dragunov; un fusil semiautomático que emplea un cartucho potente, alimentado desde un cargador de 10 cartuchos. Sin embargo, el M76 es más parecido al diseño del AK-47/RPK que al del Dragunov, similar al PSL rumano. Al ser un diseño derivado del AK, es sencillo y fiable, de alta calidad al igual que otras armas derivadas del AK fabricadas por Zastava. Su precisión es de unos 1,5 MDA, buena para un diseño basado en el AK y completamente aceptable para el papel de tirador designado.

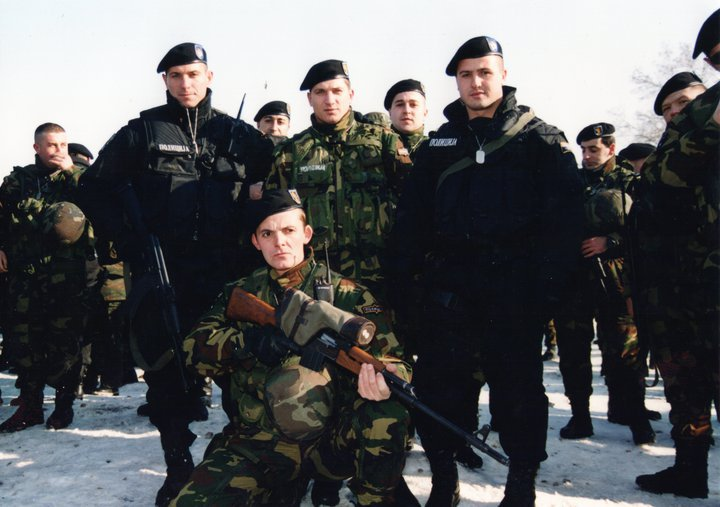
Un miembro de las Fuerzas Especiales de la Policía macedonia, con un fusil de francotirador Zastava M76 en sus manos.

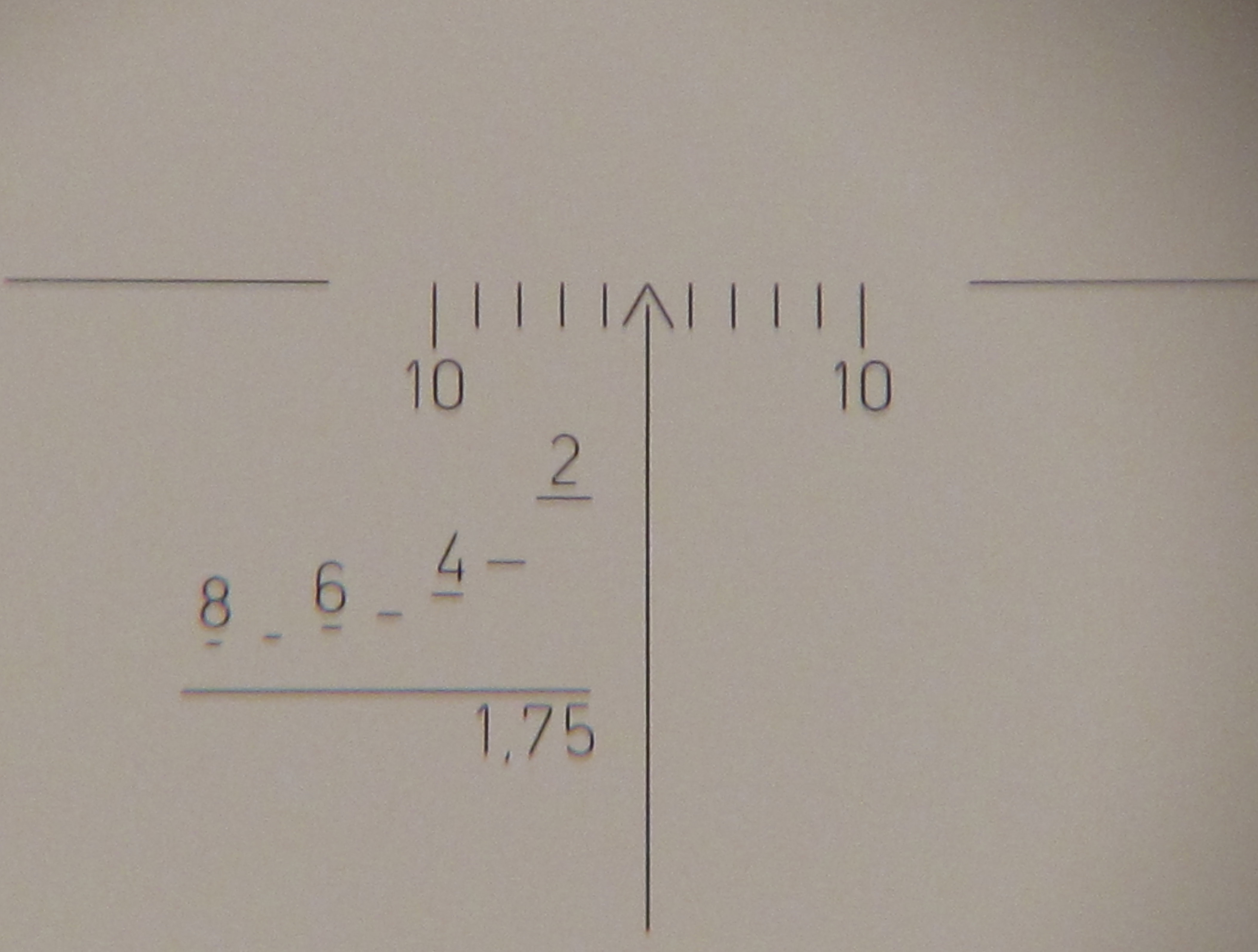
Distribución de la retícula de la mira telescópica ZRAK ON-M76 4x5. El "chevron" (^) superior central es la principal marca de puntería. Las líneas verticales del plano horizontal son para correcciones de azimut y elevación, pudiendo emplearse también como marcas mil para telemetría. En la esquina inferior izquierda hay un telémetro estadimétrico que puede emplearse para determinar la distancia de una persona/objeto con una altura de 1,75 m desde 200 m (2) hasta 800 m (8).

En lugar de ser un clon del Dragunov, se parece más a un AK-47 alargado con un cañón más pesado, una impresión reforzada por la culata separada y el pistolete en lugar de la culata con perforación para el pulgar del Dragunov. En lugar de emplear el cartucho 7,62 x 54 R, emplea el 7,92 x 57. El Ejército Nacional Yugoslavo (JNA) adoptó el cartucho M49 como munición de Infantería a finales de la década de 1940 y posteriormente, el cartucho M75 como munición para francotiradores.
En lugar del pistón de gas separado del Dragunov, el M76 tiene un pistón similar al del AK-47 acoplado al portacerrojo. El cajón de mecanismos está hecho de acero mecanizado como el del AK-47 original, para ofrecer una mayor rigidez cuando se dispara un cartucho potente y es más largo para emplear el cartucho 7,92 x 57. El cerrojo rotativo similar al del AK-47, portacerrojo, cañón y otras piezas también son más largas y pesadas. La alimentación se hace mediante un cargador extraíble recto de acero, con capacidad de 10 cartuchos y una teja elevadora que mantiene el cerrojo abierto tras disparar el último cartucho. Como el fusil no tiene un mecanismo para mantener abierto el cerrojo, este se cerrará cuando se extrae el cargador vacío y hace que la recarga sea más difícil. Solamente puede disparar en modo semiautomático, por lo que el seguro similar al del AK-47 situado en el lado derecho del cajón de mecanismos solamente tiene dos modos - "seguro" y "disparo". El cañón del fusil tiene un perfil troncocónico con un apagallamas ranurado y punto de mira similares a los del Dragunov. En el riel para bayoneta situado bajo el punto de mira se puede montar una bayoneta de AKM estándar. Al igual que el Dragunov, más no el AK-47, el M76 tiene un regulador de gases ajustable que le permite al tirador variar la cantidad de gas en el cilindro de gases según las necesidades, incluso evitar que el gas accione el pistón conectado al cerrojo, convirtiendo al fusil en uno de cerrojo lineal.
Tiene una culata recta con cantonera de caucho, similar a las de los fusiles de la serie Zastava M70, así como un pistolete bien formado y contorneado. El guardamanos también es un reminiscente de los de la serie M70. La culata no tiene un albergue para almacenar el equipo de limpieza. En los modelos de producción reciente, las piezas de madera son reemplazadas con piezas de polímero sintético, que ofrece cierto espacio para almacenar el equipo de limpieza y reduce el peso del M76 en aproximadamente 0,5 kg.
A excepción del regulador de gas, el desarme y operación son similares a las de otras armas de la familia del AK-47/AKM.
Aunque el M76 dispara sus balas a una modesta velocidad de boca de 730 m/s, el cartucho 7,92 x 57 montando balas militares sS aerodinámicamente eficaces de 12,8 g (197,53 granos) aún puede lograr un alcance supersónico de ≈ 950 m/s bajo las condiciones de la atmósfera estándar ICAO a nivel del mar (densidad del aire ρ = 1.225 kg/m³).
Para montar la mira telescópica, se utiliza un riel fijado en el lado izquierdo del cajón del mecanismos que acepta un montaje deslizante en cola de milano de aleación con una palanca de fijación, al cual se pueden montar diversas miras telescópicas diurnas y nocturnas. La mira telescópica se puede desmontar del riel en segundos, soltando la palanca de fijación y deslizando hacia atrás la mira junto a su soporte. Esta puede retirarse sin perder sus ajustes. La mira telescópica es normalmente retirada durante el despiece básico para tener un fácil acceso a la cubierta del cajón de mecanismos y el portacerrojo. El fusil tiene mecanismos de puntería mecánicos similares a los del AKM, con un alza tangencial deslizante que puede ajustarse desde 100 m hasta 1000 m y un punto de mira. Estos mecanismos pueden emplearse con la mira telescópica instalada o sin esta.

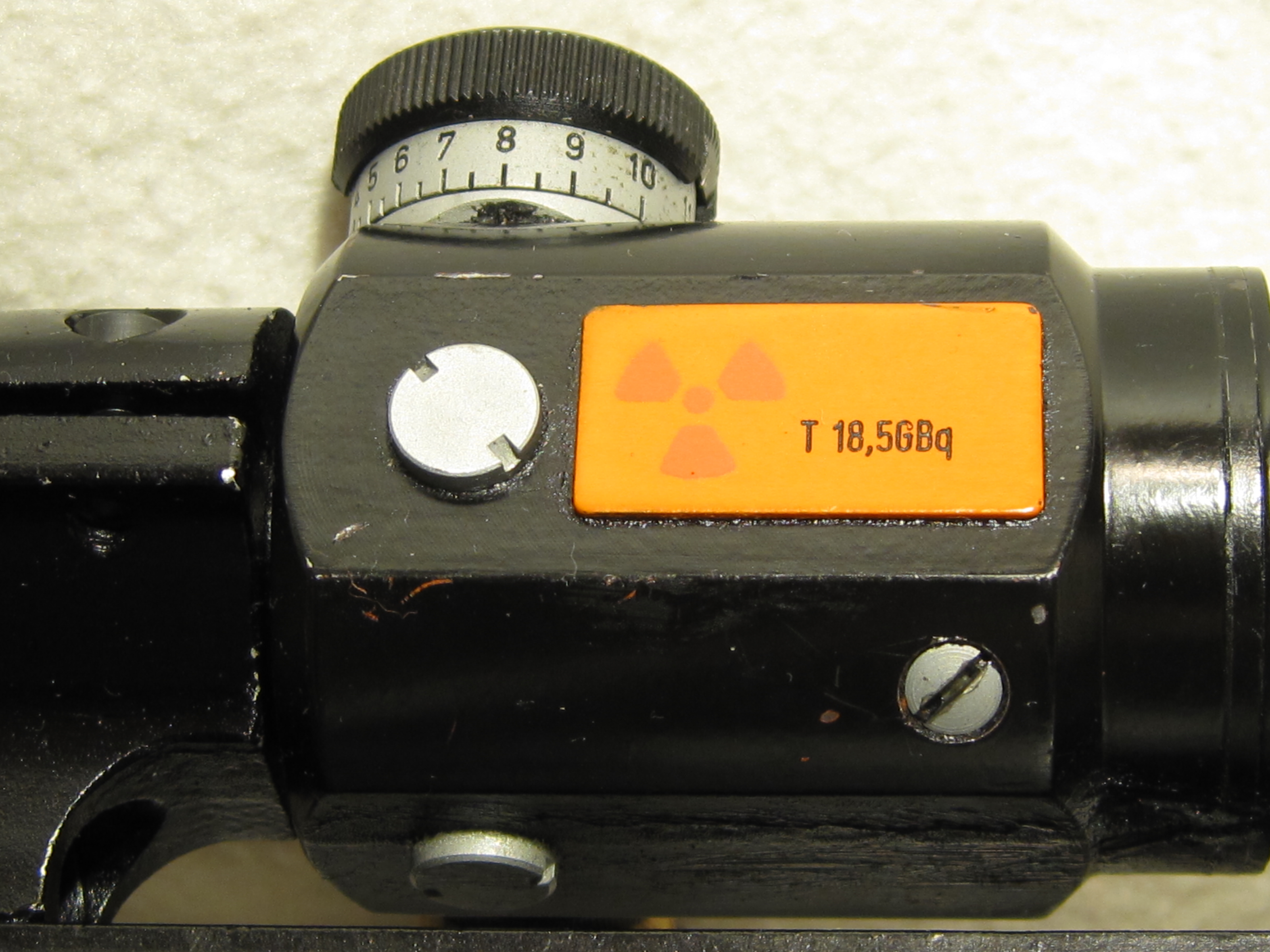
Perilla de elevación con marcas para compensación de caída de la bala de la mira telescópica ZRAK ON-M76, con advertencia de la iluminación radioactiva.

La mira telescópica usualmente empleada es la ZRAK ON-M76 4x5, producida en la fábrica ZRAK de Sarajevo, Bosnia y Herzegovina. Esta mira telescópica es similar a la PSO-1 4x24 empleada en el fusil Dragunov y a la I.O.R. LPS 4x6° TIP2 4x24 empleada en el fusil PSL.
La perilla de elevación de la ON-M76 tiene compensación de caída de la bala (CCB) en incrementos de 50 m, para atacar blancos puntuales y dispersos a distancias de 100 m hasta 1000 m. La compensación de caída de la bala debe ajustarse en la fábrica para una trayectoria balística particular obtenida a partir de la combinación del fusil y el cartucho a una densidad del aire predefinida. Inevitablemente pueden ocurrir errores de la CCB si las condiciones ambientales y meteorológicas difieren de las condiciones en que se calibró la CCB. Los tiradores pueden ser entrenados para compensar estos errores. Además de la elevación con CCB, la perilla del azimut o ajuste horizontal también puede ser accionada por el usuario sin necesidad de retirar su tapa protectora.
La iluminación de la retícula de la ZRAK M-76 4x5 es proveída por tritio radioactivo. La fuente luminosa de tritio debe ser reemplazada cada 8-12 años, ya que gradualmente pierde su brillo debido a la descomposición radioactiva. La retícula tiene un telémetro estadimétrico similar al de la PSO-1.

## Desempeño
El M76 es relativamente preciso para un fusil semiautomático. Con munición adecuada puede lograr agrupaciones de impactos consistentes entre 1,5 a 2 MDA. Bajo condiciones normales, un francotirador promedio puede atacar blancos del tamaño de un hombre a un alcance máximo efectivo de 800 m. La dispersión del disparo a 900 m es descrita como 50 x 50 cm, lo cual es ≈ 1,9 MDA. Bajo condiciones atmosféricas y ambientales óptimas, un francotirador experto puede disparar con el M76 hasta 1000 m. Su retroceso es descrito como modesto.
Tiene la reputación de ser un arma fiable y capaz, que ha sido ampliamente utilizada en combate.[cita requerida]
Sin embargo, los cargadores del M76 son conocidos por ser poco fiables. Como estos mantienen abierto el cerrojo después de disparar el último cartucho, el cerrojo se cerrará de golpe al retirar el cargador y ejercerá una considerable presión sobre la teja elevadora. Esto puede causar que la teja elevadora quede atascada en posición adelantada, dejando al cargador temporalmente inoperativo.

## Variantes
Actualmente Zastava Arms ofrece una variante civil llamada LKP M76, que emplea el cartucho .308 Winchester y es un fusil de cacería semiautomático. La única variante es el fusil de francotirador Tabuk irakí, fabricado bajo licencia de Zastava y que emplea el cartucho 7,62 x 39. La Assault Weapons of Ohio produce variantes del M76 calibradas para el cartucho .30-06 Springfield.

## Usuarios
- Yugoslavia: Heredado por sus estados sucesores.
- Arabia Saudita[12]
- Bosnia y Herzegovina[cita requerida]
- Corea del Norte: Fabricado locamente como el Jeogyeok-Bochong.[13]
- Croacia[14]
- Irak: Importado desde las ex repúblicas yugoslavas en 2005.[cita requerida]
- Macedonia del Norte[14]
- Serbia[14][15]